# كيم يونغ سيك
كيم يونغ سيك (الهانغول: (김용식)، هانجا: (金 容 植) (ولد 25 يوليو 1910 - 8 مارس 1985),هو لاعب كرة قدم ياباني وكوري جنوبي، شارك في دورة الألعاب الاولمبية الصيفية لفريق اليابان عام 1936 في برلين. وشأرك دورة الألعاب الاولمبية الصيفية للفريق الكوري جنوبي عام 1948 وشارك مع الفريق الكوري الجنوبي كأس العالم 1954.

## روابط خارجية
- كيم يونغ سيك على موقع الاتحاد الدولي (مؤرشف)  (الإنجليزية)
- كيم يونغ سيك على موقع ناشيونال فوتبول تيمز (الإنجليزية)
- كيم يونغ سيك على موقع Soccerway.com (الإنجليزية)
- كيم يونغ سيك على موقع عالم كرة القدم.نت (الإنجليزية)
- كيم يونغ سيك على موقع أوليمبيديا (الإنجليزية)

1. ↑  "Players Appearing for Two or More Countries". RSSSF. مؤرشف من الأصل في 2018-06-12. اطلع عليه بتاريخ 2014-07-01.

- FIFA Player Statistics